# Cyphia ubenensis
Cyphia ubenensis är en klockväxtart som beskrevs av Adolf Engler. Cyphia ubenensis ingår i släktet Cyphia, och familjen klockväxter.
Artens utbredningsområde är Tanzania. Inga underarter finns listade i Catalogue of Life.